# (9339) Kimnovak
(9339) Kimnovak (1991 GT5) – planetoida z pasa głównego asteroid okrążająca Słońce w ciągu 5,64 lat w średniej odległości 3,17 j.a. Odkryta 8 kwietnia 1991 roku.